# Aquilonis
A Aquilonis - Sistemas Informáticos, Lda é uma empresa de Software de POS de Portugal. Foi fundada em 1994 por Carlos Norte com o objetivo de desenvolver e comercializar sistemas de pontos de venda. As suas maiores instalações são o Catering do estádio da Luz (Benfica), Clube Praia da Oura, três paquetes nacionais, etc .... 

## Produtos
A Aquilonis apenas produz dois principais programas, o I.P.S. (Intelligent Point of Sales) que é o FrontOffice do POS, e o C2000 que oferece um leque opções na parte de gestão como stocks multi-nivel, é o chamado BackOffice.
Além de produzir programas, a Aquilonis também interligado com a empresa Netgraf, tem uma oferta de mercado no âmbito de desenvolvimento de redes.